# 京忻高速动车组列车
京忻高速动车组列车是中国铁路运行于首都北京市至山西省忻州市间的高速动车组列车，列车乘务由太原局集团太原客运段担当。列车途径北京、河北、山西一市两省，其中北京北站至忻州西站运行3小时10分，使用车次为G2509次；忻州西站至北京北站运行3小时20分，使用车次为G2510次。

## 历史
2025年1月5日，全国铁路运行图调整，因集大原高速铁路开通，忻州西站首次开行经由京张城际铁路、张大客运专线、大西客运专线的进京高速动车组列车，车次为G2509/10次。但由于太原局集团车底交付问题，实际于1月14日开行。

## 列车编组
京忻高速动车组列车由配属太原局集团太原南动车运用所的CR400AF-S动车组担当。
| 车厢编号 | 1                   | 2-3         | 4           | 5                 | 6-7         | 8                   |
| 车型     | ZYS 一等座车/商务车 | ZE 二等座车 | ZE 二等座车 | ZEC 二等座车/餐车 | ZE 二等座车 | ZES 二等座车/商务车 |

## 车体交路
京忻高速动车组列车当前与G2512/3次列车共用车体，具体交路为（数据日期：2025年1月14日）：
出库→太原南开G2512至北京北→北京北开G2509至忻州西→忻州西开G2510至北京北→北京北开G2513至太原南→回库